# 날씨와 생활 (라디오 프로그램)
날씨와 생활은 MBC 표준FM(수도권 FM 95.9MHz, AM 900kHz)에서 1993년 10월 11일부터 1997년 11월 2일까지 매일 밤 9시 35분부터 9시 40분까지 방송한 라디오 날씨와 생활정보 프로그램이다.

## 진행자
- 차수진 기상캐스터 (여자)

## 역대 진행자
- 김동완 기상캐스터 (남자)